# Невредимов, Василий Иванович
Василий Иванович Невредимов (22 августа 1923 год, Киев — 20 февраля 2000 год) — полный кавалер ордена Славы, радист-пулемётчик танка Т-34 62-й гвардейской танковой бригады (10-й гвардейский танковый корпус, 4-я танковая армия, 1-й Украинский фронт), гвардии старшина.

## Биография
Василий Иванович родился 22 августа 1923 года в городе Киев в семье рабочего. В 1937 году окончил семилетнюю школу. Работал в селе Лепив (ныне Иванковский район Киевской области Украина).
С началом Великой Отечественной войны семья была эвакуирована в Нижний Тагил. В 1942 году был мобилизован в Красную Армию, учился в Свердловском танковом училище и был зачислен в Уральский добровольческий танковый корпус в феврале 1943 года.

## Подвиг
10 мая 1944 года в составе 62-й гвардейской танковой бригады (10-й гвардейский танковый корпус, 4-я танковая армия, 1-й Украинский фронт) гвардии сержант В. И. Невредимов в боях на тернопольском направлении в районе 15 километра западнее города Бучач (Украина) обеспечил связь и при этом из пулемёта подавил 2 вражеских пулемёта и поразил более 10 немецких солдат. При отражении контратаки танк был подбит, а сам был ранен, но он продолжал бой. За этот подвиг 23 мая 1944 года был награждён орденом Славы III степени приказом № 25/н. После ранения вернулся в часть 15 июля 1944 года.
21 июля 1944 года в составе 1-го батальона принял участие в Львовско-Сандомирской операции гвардии старшина В. И. Невредимов в составе экипажа в районе села Шоломынь уничтожил одно противотанковое орудие, несколько миномётов, бронетранспортер, 3 автомашины, 3 пулемётные точки, свыше 15 немецких солдат. За этот подвиг 8 сентября 1944 года был награждён орденом Славы II степени приказом № 232/н.
26 января 1945 года принял участие в Висло-Одерской операции, гвардии старшина В. И. Невредимо вблиз города Воля-Моравицка (Свентокшиское воеводство, Польша) обеспечивая связь между танками командиров рот, под огнем противника передал приказ командира батальона каждому танку. При переправе через реку Одер (в районе города Штейнау (ныне город Сьцинава, Польша)) был ранен в живот, но с экипажем в течение 7 часов продолжал бой, тушил пожар танка. В ходе боёв экипаж уничтожил 4 танка, 3 бронетранспортера, 7 автомашин, поразил 2 орудия, 3 огневые точки, более 30 немецких солдат и офицеров. За этот подвиг 10 апреля 1945 года был награждён орденом Славы I степени Указом Президиума Верховного Совета.
Лечение проходил в городе Львов, затем в Свердловске. После окончания войны службу проходил в Вене (Австрия) и в декабре 1945 года был демобилизован. После демобилизации устроился на работу в городе Абакан (Хакасия). А в декабре 1967 года переехал в посёлок Уктур (Комсомольский район (Хабаровский край), где работал плотником в СМП-400. В июне 1986 года вышел на пенсию. В апреле 1989 года переехал в Комсомольск-на-Амуре.

## Память
В посёлке Уктур, на доме где проживал Василий Иванович установлена мемориальная доска.
В 2009 году в городе Комсомольск-на-Амуре был открыт памятник В. И. Невредимову.

## Награды
За боевые подвиги Василий Иванович был награждён:
- медаль «За боевые заслуги»;
- 23.05.1944 — орден Славы III степени (орден № 9909);
- 08.09.1944 — орден Славы II степени (орден № 3482);
- 10.04.1945 — орден Славы I степени (орден № 276);
- 11.03.1985 — орден Отечественной войны I степени.